# Visita de Juan Pablo II a Nicaragua
La visita del Papa Juan Pablo II a Nicaragua se realizó en marzo de 1983 en León y Managua, que fue bautizado por el Papa a la posteridad como su gran noche oscura. En febrero de 1996 se realizó un segundo viaje.

## Historia
En marzo de 1983, el Papa Juan Pablo II realizó una visita pastoral a Nicaragua, un país que estaba al borde de la guerra civil y en un período de extrema polarización entre la jerarquía católica nicaragüense y los sectores populares de la Iglesia nicaragüense y de tensiones intensificadas entre la jerarquía y el Estado sandinista. Tanto la Iglesia católica nicaragüense como el gobierno sandinista anticiparon ansiosamente la llegada del Papa. Los sandinistas hicieron un tremendo esfuerzo para animar a los nicaragüenses a asistir a las dos misas papales que se celebraron en León y Managua. El día de la visita del Papa fue declarado feriado nacional y se ofreció a los ciudadanos transporte gratuito para asistir a las misas.
Durante la misa papal en un parque de Managua, los sandinistas llenaron el lugar de pósters de Augusto César Sandino, Karl Marx, Lenin y otras figuras revolucionarias, un detalle que incomodaba a la comitiva papal, los sandinistas también gritaron “Entre cristianismo y revolución no hay contradicción”, Juan Pablo II pidió silencio y declaró “Cuídense de los falsos profetas. Se presentan con piel de cordero, pero por dentro son lobos feroces”.
En lugar de ayudar a aliviar las tensiones entre jerarquía y Estado, la visita del Papa las exacerbó aún más. El Papa destacó la importancia de la unidad de la Iglesia como la mejor manera de evitar que Nicaragua sea corrompida por el "comunismo impío". Se pronunció contra la creciente división dentro de la Iglesia entre la "Iglesia popular" y la Iglesia institucional jerárquica. También defendió la autoridad de los obispos y la importancia de la educación religiosa. El Papa afirmó el apoyo del Vaticano al arzobispo conservador, más tarde cardenal, Miguel Obando y Bravo y se pronunció contra los cinco sacerdotes nicaragüenses (incluido Ernesto Cardenal) que ocupaban cargos en el gobierno, instando en privado a Cardenal: "Regularice su posición con la Iglesia", "Los sacerdotes y obispos, debido a que son considerados agentes y 'esposos' de Cristo y la Iglesia al momento de su ordenación, no deben ocupar cargos políticos, especialmente altos cargos o cargos remunerados o cargos que puedan influir en la Iglesia en la sociedad, según las leyes de la Iglesia Católica. El Papa fue interrumpido repetidamente durante la misa, lo que finalmente lo enfureció. La visita del Papa fue un acontecimiento significativo en la guerra civil. Profundizó las tensiones entre los sandinistas y los muchos católicos nicaragüenses que apoyaban a los sandinistas.

### Visita de 1996
En 1996, el Papa Juan Pablo II visitó por segunda vez Nicaragua como parte de un viaje en el que también visitó Guatemala, El Salvador y Venezuela. El viaje duró del 5 al 12 de febrero.